# هوراس سیمور
سر هوراس جیمز سیمور (۲۶ فوریه ۱۸۸۵–۱۰ سپتامبر ۱۹۷۸) یک دیپلمات بریتانیایی بود که در واشینگتن دی سی، تهران، لاهه، رم و چونگ کینگ خدمت کرد. او دبیر خصوصی اصلی وزیر امور خارجه بریتانیا و دستیار معاون وزیر امور خارجه در وزارت امور خارجه بود. وی به عنوان سفیر بریتانیا در چین از سال ۱۹۴۲ تا ۱۹۴۶ و سفیر بریتانیا در ایران از بود.

## فعالیت‌های دیپلماتیک
سیمور در سال ۱۹۰۸ وارد وزارت امور خارجه شد. او در سال ۱۹۱۹ دبیر دوم سفارت بریتانیا در ایالات متحده، در سال ۱۹۲۳ در هلند و در ایتالیا در سال ۱۹۲۵ فعالیت کرد. او سپس از سال ۱۹۳۲ تا ۱۹۳۶ دبیر خصوصی وزیر امور خارجه بود. سیمور از سال ۱۹۳۶ تا ۱۹۳۹ سفیر بریتانیا در تهران، دستیار معاون وزیر امور خارجه در وزارت امور خارجه در سال ۱۹۳۹ تا ۱۹۴۲ و سپس سفیر در چین از سال ۱۹۴۲ تا ۱۹۴۶ بود. او در سال ۱۹۴۷ بازنشسته شد.